# Hui'an
Hui'an is een arrondissement in de stadsprefectuur Quanzhou in de provincie Fujian van China. De stad heeft 584.053 inwoners. en is onderdeel van de agglomeratie rondom Quanzhou met 17 miljoen inwoners.
- Library of Congress Control Number: n83066983
- Nationale bibliotheek van Australië: 36619866
- Nationale Bibliotheek van Israël: 987007555114405171
- Virtual International Authority File: 124861071